# Florida Gators

Schriftzug

Die Florida Gators sind die Sport-Teams der University of Florida in Gainesville. Die Gators sind seit der Gründung der Liga im Jahr 1932 Mitglieder der Southeastern Conference (SEC). Die Florida Gators spielen ihre American-Football-Heimspiele im Steve Spurrier-Florida Field at Ben Hill Griffin Stadium.

## Sportarten
Die Gators bieten folgende Sportarten an:
Männer
- American Football
- Baseball
- Basketball
- Crosslauf
- Golf
- Leichtathletik
- Leichtathletik in Hallen
- Schwimmen und Turmspringen
- Tennis

Frauen
- Basketball
- Crosslauf
- Fußball
- Gerätturnen
- Golf
- Lacrosse – Mitglied der Big 12 Conference
- Leichtathletik
- Leichtathletik in Hallen
- Schwimmen und Turmspringen
- Softball
- Tennis
- Volleyball

## Nationale Meisterschaften

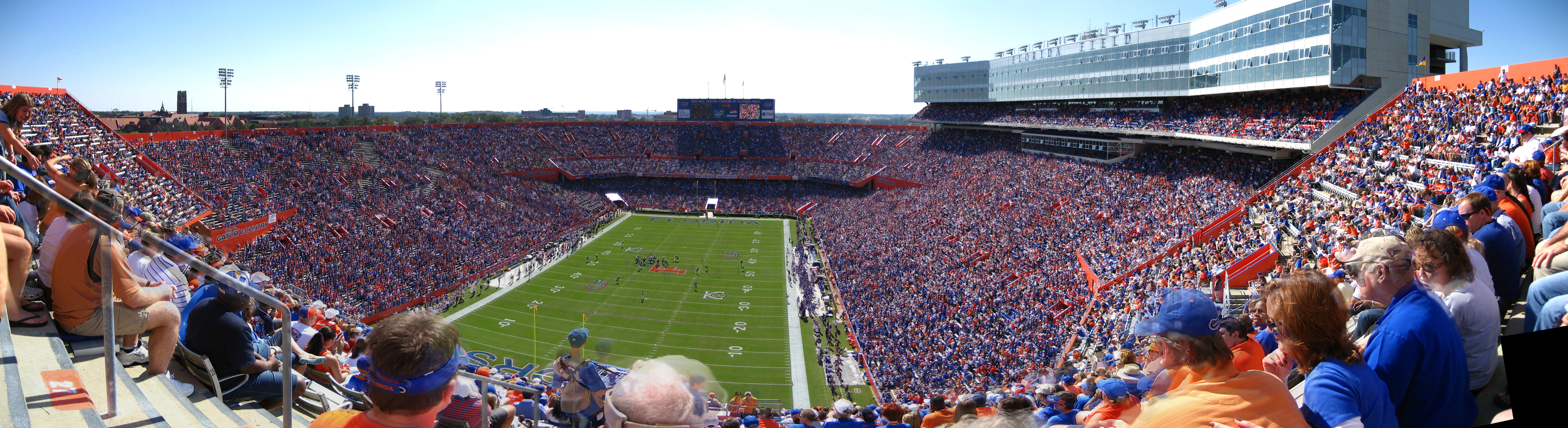
Das Steve Spurrier-Florida Field at Ben Hill Griffin Stadium, Austragungsort der Football-Spiele

### Männer
- Basketball: 2006, 2007
- American Football: 1996, 2006, 2008
- Golf: 1968, 1973, 1993, 2001
- Leichtathletik (Bahn): 2010, 2011, 2012
- Leichtathletik (Feld): 2012, 2013
- Schwimmen/Turmspringen: 1983, 1984

### Frauen
- Golf: 1985, 1986
- Gerätturnen: 1982, 2013, 2014
- Leichtathletik (Halle): 1992
- Fußball: 1998
- Softball: 2014
- Schwimmen/Turmspringen: 1979, 1982, 2010
- Tennis: 1992, 1996, 1998, 2003, 2011, 2012